# Rywastygmina
Rywastygmina – organiczny związek chemiczny z grupy karbaminianów, jest inhibitorem acetylocholinoesterazy (AChE) i butyrylocholinoesterazy. Stosowany jest do leczenia otępienia związanego z chorobą Alzheimera i Parkinsona.
Jako lek wydawana jest wyłącznie na receptę. Dawkowanie od 3 do 6–12 mg na dobę w dwóch dawkach podzielonych. Nazwy handlowe: Exelon, Nimvastid, Prometax i Rivastigmine Teva.